# إليزابيث بلومكفيشت
إليزابيث بلومكفيشت (1827-1901)، معلّمة فنلندية، ومديرة مدرسة سفينسكا فرونتيميرسكولان للبنات (مدرسة هلسنكي السويدية للبنات) بين عامي 1864 و1898، وكانت رائدة في مجال تعليم المرأة في فنلندا، كما أنها مؤسّسة أوّل معهد للتعليم العالي للمعلمات في عام 1861.

## النشأة والمهنة
كانت إليزابيث بلومكفيشت ابنة الأستاذ ألكسندر بلومكفيشت (1848-1796) والمربية كريستينا شارلوتا هارينغ (1850-1799) في هلسنكي، وفي عام 1850 افتتحت والدتها وعمتها أنيت هارينغ (التي توفيت عام 1852) مدرسة للبنات (بلومكفيشتسكا سكولان) في منزلها من أجل دعم الأسرة، والتي اهتمت بها إليزابيث بلومكفيشت بعد وفاتهما.
في عام 1856 سافرت في رحلة دراسية إلى فرنسا وألمانيا، وعند عودتها أعادت افتتاح مدرسة بلومكفيشتسكا سكولان، وكانت طموحاتها التعليمية كبيرة وجادة، فقد وظّفت معلمين ذكورًا؛ لأنهم كانوا الوحيدين الحاصلين على التعليم المدرسي حينها، وكانت مدرستها في حالة تقدّم مستمر، فقد كانت تقدم ستة فصول مدرسية، وعددًا من المواضيع التي لا تُعلّم إلا للذكور في المدارس الحكومية، وفي ذلك الوقت تأسّست أول مدرسة حكومية للبنات في عام 1844، ولكن لم تكن هناك معلّمات إناث بعد.
في عام 1861، بدأت أول معهد للتعليم العالي للمعلمات في فنلندا، ولكن بالرغم من نجاحها كانت منافسة المدرسة الحكومية للبنات في هلسنكي لها ولأفكارها عقبة كبيرة أمامها.

## مهنتها كمعلّمة
قبلت إليزابيث منصب مديرة مدرسة سفينسكا فرونتيميرسكولان هيلسينغفورس الحكومية للبنات التي كانت واحدة من مدرستين حكوميتين للإناث في فنلندا (والأخرى هي سفينسكا فرونتيميرسكولان أبو).
وبصفتها مديرة مدرسة أحد مدرستين حكوميتين فقط للإناث في البلاد كان لها دور رئيسي في إصلاح وضع تعليم المرأة في فنلندا، واستخدمت منصبها لتأكيد دعمها لإحداث إصلاحات تقدمية في المجالس التعليمية والاجتماعات المدرسية الرسمية، وعارضت قرار عدم السماح إلا لفتيات الطبقات العليا الناطقات باللغة السويدية بالتعلم في مدارس البنات الحكومية، وقد رُفع هذا القيد في عام 1872، كما أنها طالبت بحق السماح للفتيات غير الشرعيات بالتعليم، وأنه يجب تدريس اللغة الفنلندية للنساء المتعلمات (فقد كانت غير معروفة من قبل نساء الطبقة العليا والمتوسطة).
كان لها دور في تقديم سفرات تعليمية، وعملت على تحسين البرامج المدرسية بإضافة المزيد من الفصول والمواد الدراسية للفتيات، وقد حل هذا النظام محل التعليم القديم الذي كان يركز على جعل الطالبات زوجات مثاليات.
أعلنت بلومكفيشت عن أسفها بأن المهنة الوحيدة المفتوحة أمام النساء المتعلمات هي التعليم، وأن الشيء الوحيد المتوقع من المرأة أن تتزوج لتكون زوجة وأمًا ولا شيء غير ذلك، وعندما قُبلت السيدة الأولى ماريا تشيشولين في إحدى الجامعات الفنلندية عام 1870، زادت دعمها لحقوق المرأة بالتعليم الجامعي، والعمل بمهن أخرى، وقد نوقش هذا الهدف كثيرًا ولعقود قبل أن يُوافق عليه في النهاية.
في سبعينيات وثمانينيات القرن التاسع عشر كانت إليزابيث بلومكفيشت أحد أكثر الأصوات الرائدة لصالح حصول النساء على الحق في التعليم العالي، وامتهان المزيد من الأعمال والمهن، وعلى الرغم من أن نشاطها كان مقتصرًا على مدرستها، لكن ذلك جعلها شخصية مهمة في بداية الحركة النسائية الفنلندية.
اُغلقت مدرستها القديمة ومعهدها عام 1869، ولكنها قدمت ندوات لتعليم المعلمات في المدرسة الحكومية في 1868.